# Jean-Claude van Rijckeghem
Jean-Claude van Rijckeghem (Gent, 1 december 1963) is een Belgische auteur, scenarioschrijver en filmproducent.  

## Films
Van Rijckeghem groeide op in Ledeberg bij Gent. Hij heeft een master in het vertalen en werkte als copywriter, als pers- en promotieverantwoordelijke bij een distributeur van bioscoopfilms, als reportagemaker voor televisie, als filmjournalist en als scenarist van een documentaire over het Belgische Beeldverhaal. In 1994 richtte hij zijn eigen filmproductiehuis A Private View op. 
Hij debuteerde met de kortfilm Oktobernacht (1997). Twee jaar later kwam de jeugdfilm De Bal uit, over een meisje en haar magische voetbal. De film opende in februari 1999 de jeugdfilm-sectie van het festival van Berlijn. Van Rijckeghem schreef vervolgens met Chris Craps de jeugdfilm Sciencefiction (2002) over een  jongen die onder invloed van zijn fantasierijke buurmeisje gaat vermoeden dat zijn ouders buitenaardse wezens zijn. De films werden geregisseerd door Dany Deprez.
Van Rijckeghem werkte mee als scenarist aan de verfilming van Kruistocht in Spijkerbroek (2004) naar de roman van Thea Beckman en produceerde de film Verlengd weekend (2005) van regisseur Hans Herbots en scenarist Pierre De Clercq. Vervolgens schreef hij met Pierre De Clercq de komedie Man zkt vrouw (2007) over een weduwnaar (Jan Decleir) die door zijn buurman (Wim Opbrouck) wegwijs wordt gemaakt in het pad naar de liefde. Regisseur Miel Van Hoogenbemt leverde ook het idee voor de film.
Van Rijckeghem bedacht in 2007 een verhaal over de buurt en het flatgebouw waar hij opgroeide. Hij schreef met Pat van Beirs het scenario voor Aanrijding in Moscou. De film werd gedraaid door Christophe Van Rompaey voor een habbekrats in twintig dagen tijd en werd geselecteerd voor de Semaine de la Critique in Cannes (2008) waar hij drie prijzen wegkaapte, waaronder de SACD-prijs voor beste scenario. 
Daarna volgde de speelfilm Meisjes (2009) die Van Rijckeghem schreef met Chris Craps. Geoffrey Enthoven regisseerde deze dramatische komedie over drie zeventigjarige vrouwen die koste wat het kost willen optreden. De film kende zijn internationale première in Montreal.
Met regisseur Hans Van Nuffel schreef hij het scenario van Adem (2010) over het leven en de liefde van een mucoviscidose patiënt. Adem won de Grand Prix des Amériques op het Montreal World Film Festival en de prijs voor beste debuutfilm (de European Discovery Award) tijdens de European Film Awards. Bij de Vlaamse filmprijzen (nu "Ensors") kreeg de film de prijs voor de beste vrouwelijke bijrol (Anemone Valcke) en voor het beste scenario.
In 2012 kwam Brasserie Romantiek uit, een ensemblefilm die zich helemaal afspeelde op Valentijnsavond in een restaurant. De film werd geregisseerd door Joël Vanhoebrouck en leverde Barbara Sarafian de Ensor voor de beste vrouwelijke bijrol op. De film kreeg op het festival van Festroia (Portugal) en Virton (België) de prijs van het publiek. Er volgde een remake in Nederland in 2016: Brasserie Valentijn.
Van Rijckeghem schreef met Kadir Ferati Balci de dramatische komedie Trouw met mij! over een Vlaams/Turks huwelijksfeest. De film beleefde zijn internationale première beleefde tijdens het filmfestival van Valladolid. Hoofdactrice Sirin Zahed kreeg de Ensor voor beste debuut.
Hij hernam zijn samenwerking met Pierre De Clercq voor de televisieserie Amigo's waarin vijf ex-gedetineerden die een restaurant beginnen. De Clercq en Van Rijckeghem schreven alle tien afleveringen (50 min) van deze door pers en publiek enthousiast ontvangen reeks die een originele mix bracht van humor, drama en misdaad.
In augustus 2016 ging de film Vincent (oorspronkelijk: Vincent en het einde van de wereld) in première op het filmfestival van Locarno. In die film wordt een depressieve tiener  door zijn tante meegenomen op een reis door Frankrijk. De Frans en Vlaams gesproken film werd in oktober 2017 genomineerd voor de European Film Awards in de categorie 'beste komedie'.
Hij werkte samen de Koerdisch/Belgische regisseur Sahim Omar Kalifa voor de kortfilm Bad Hunter die begin 2016 de shortlist van de Oscars haalde en de speelfilm Zagros die in oktober 2017 in première ging op het filmfestival van Gent. Zagros draait rond een Koerdische herder wiens vrouw wordt beschuldigd van ontrouw. De film kreeg in Gent de 'grand prix' van de jury en sleepte ook Ensors in de wacht voor 'beste film' (ex-aequo met Le fidèle) en 'beste scenario'.
Met regisseur Anke Blondé schreef Van Rijckeghem het scenario voor de speelfilm The Best of Dorien B. De film beleefde zijn wereldpremière op het filmfestival van Rotterdam. Van Rijckeghem schreef ook het scenario voor de speelfilm Mijn vader is een saucisse naar de gelijknamige novelle van de Franse auteur Agnès De Lestrade. Hij werkte voor de vierde keer samen met Pierre De Clercq op de dramareeks Een goed jaar over een stel oplichters die beweren de wijn van Adolf Hitler te verkopen. De achtdelige reeks wordt geregisseerd door Kadir Ferati Balci. De reeks is al een tijdje te zien op het Nederlandse kanaal Videoland en vanaf juni 2022 op Streamz. 
Van Rijckeghem werkte met Wendy Huyghe aan het scenario van de avonturenfilm 'Zeevonk' in een regie van Domien Huyghe over een Oostendse tiener die haar vader op zee verliest. De film won een 'special mention' op de Generation sectie van het filmfestival van Berlijn 2023; Hij is ook co-scenarist (met de Bretoense filmmaakster Elodie Lélu) van 'Rétrothérapy', een Franstalige komedie over een Brusselse adolescente en haar aan Alzheimer leidende feministische oma. 'Rétrothérapy' gaat in januari 2024 in première.    

### Filmografie
- Deining (kortfilm), 2024, als scenarist (met Roxanne Stam)
- Rétro Thérapie, 2024, als scenarist (met Elodie Lélu)
- Zeevonk, 2023, als scenarist (met Wendy Huyghe).
- Mijn vader is een saucisse, 2021, als scenarist.
- The Best of Dorien B., 2019, als scenarist (met Anke Blondé) en producent.
- Zagros, 2017, als scenarist (met Sahim Omar Kalifa) en producent.
- Vincent, 2016, als scenarist en producent.
- Brasserie Valentijn, 2015, als scenarist (Nederlandse remake van Brasserie Romantiek)
- Trouw met mij!, 2014, als scenarist (met Kadir Balci) en producent
- Bad Hunter (kortfilm), 2013, als scenarist (met Sahim Omar Kalifa) en producent
- Brasserie Romantiek (regie Joël Vanhoebrouck), 2012, als producent en scenarist
- Na Wéwé (kortfilm), regie Ivan Goldschmidt), 2010, als producent
- Adem (regie Hans Van Nuffel), 2010, als scenarist (met Hans van Nuffel) en producent
- Meisjes (regie Geoffrey Enthoven), 2009, als scenarist (met Chris Craps) en producent
- Aanrijding in Moscou (regie Christophe van Rompaey), 2008, als scenarist (met Pat van Beirs) en producent
- Man zkt vrouw (regie Miel van Hoogenbemt), 2007, als scenarist (met Pierre De Clercq) en producent
- Vet Hard (regie Tim Oliehoek), 2006, als scenarist (met Wijo Koek en Jan Verheyen)
- Kruistocht in spijkerbroek (regie Ben Sombogaart), 2006, als scenarist (met Chris Craps) naar Thea Beckman
- Verlengd weekend (regie Hans Herbots), 2005, als producent
- Science Fiction (regie Dany Deprez), 2002, als scenarist (samen met Chris Craps) en producent
- De Bal (regie Dany Deprez), 1998, als scenarist en producent

### Televisie
- Een Goed Jaar, 2020, als scenarist (met Pierre De Clercq).
- Amigo's, 2015, als scenarist (met Pierre De Clercq) en producent.
- Helden van Papier (documentaire, regie Dany Deprez), 1989, als scenarist.

### Romans en novellen
Van Rijckeghem schreef de novelle "Tante Dingdong" voor Vlaamse Filmpjes en vervolgens - met Pat Van Beirs -  twee jeugdboeken rond Spijker, een 15-jarige volksjongen. De auteurs schreven vervolgens een roman rond de historische figuur van de Vlaamse erfdochter Margaretha van Male. In "Jonkvrouw" vertelt Marguerite over haar jeugd op het slot van Male bij Brugge. De  roman, in de "ik-vorm" en in de tegenwoordige tijd geschreven, won de Thea Beckman-prijs, de Boekenleeuw, De Kleine Cervantes en de prijs van de Kinder- en Jeugdjury. De beide auteurs kregen ook de provinciale prijs voor letterkunde. Het boek werd sinds 2005 in meer dan 10 talen uitgegeven. 
In 2010 publiceerden Jean-Claude en Pat de historische roman "Galgenmeid" die zich afspeelt in de tweede helft van de zestiende eeuw. In de roman wordt de buitenechtelijke dochter van een Spaans edelman en een Vlaamse kroegvrouw, verplicht om in het Spaanse Sevilla haar vader te bespioneren. "Galgenmeid" kaapte de Boekenleeuw, de Kleine Cervantes en de prijs van de Kinder- en Jeugdjury weg. In Oostenrijk won de Duitse vertaling "Galgenmädchen" de "Jugendpreis" voor het beste jeugdboek. In 2018 bracht Theater Froe Froe het toneelstuk "Gitte", een vrije adaptatie van de roman in regie van Marc Maillard met Julie Delrue in de titelrol.
Van Rijckeghem bracht pas in 2019 een nieuw jeugdboek uit: "IJzerkop" over een jonge vrouw die ontsnapt aan haar huwelijk door mannenkleren aan te trekken en als soldaat dienst te nemen in het leger van Napoleon. IJzerkop haalde de shortlist van de Boekenleeuw 2019, de Nederlandse Jonge Jury, de Woutertje Pieterse Prijs, de Kinder- en Jeugdjury Vlaanderen en won De Kleine Cervantes, een Vlag en Wimpel van de Griffels-jury, de Thea Beckmanprijs en de Jonge Beckmanprijs.  Een Engelse vertaling getiteld "Ironhead, or once a young lady" werd in april 2022 gepubliceerd door Levine Querido.  
Van Rijckeghems nieuwe historische jeugdroman "Onheilsdochter" speelt zich af in de negende eeuw. Het boek verscheen in mei 2022 en  in De Standaard der Letteren omschreef Vanessa Joossen het boek als 'een van de knapste adolescentenromans van het jaar'. Onheilsdochter haalde in De Standaard ook de top vijf adolescentenboeken van het jaar. Het boek stond op de longlist van de Boon  en de Thea Beckmanprijs in 2023.

### Stripverhalen
In 2008 vroeg tekenaar Thomas Du Caju om een avontuurlijke stripreeks te bedenken die zich afspeelde in de jaren dertig van de vorige eeuw. Jean-Claude werkte met Pat van Beirs de achtdelige serie "Betty & Dodge" uit. Opnieuw op vraag van Du Caju creëerde Van Rijckeghem in 2017 het tweeluik "Little England". Het verhaal draait rond een adolescent in Myanmar (Birma) tijdens WO II. Du Caju en Van Rijckeghem werkten ook samen voor "De Muizen van Leningrad" een verhaal rond vier adolescenten tijdens het beleg van Leningrad tussen 1941 en 1944. De strip is een tweeluik en verscheen (vaak ook gebundeld) in 7 talen. De jongste samenwerking tussen Jean-Claude en Thomas is de WO II strip Saboteuses (2022) over een impulsieve jonge vrouw die geheim agent wordt voor de geheime dienst van Winston Churchill. Over het eerste deel schreef De Stripspeciaalzaak: 'Dit eerste deel van Saboteuses wist ons vanaf de eerste pagina’s te overtuigen en stelde geen seconde teleur.' Van de zesdelige reeks zijn intussen twee delen verschenen.     

## Privé
Jean-Claude is de neef van kunstschilder Jan Van Rijckeghem (1909-1983). Hij is getrouwd en heeft drie kinderen.    